# 小行星1428
小行星1428（1428 Mombasa）是一颗围绕太阳公转的小行星。1937年7月5日，西里爾·傑克遜在约翰内斯堡发现了此天体。
該小行星以肯亞的城市蒙巴薩命名。
这颗小行星的绝对星等为251.67457等。